# Ralf Büchner
Ralf Büchner (n. 31 august 1967, Neuruppin, Brandenburg, Germania) este un gimnast artistic ce a reprezentat Germania, medaliat olimpic. A participat la 2 ediții ale Jocurilor Olimpice (1988, 1992) în care a câștigat o medalie de argint.